# الاتحاد العام للأدباء والكتاب العرب
الاتحاد العام للأدباء والكتاب العرب منظمة أدبية عربية مقرها في القاهرة، وتضم في عضويتها 18 اتحادا وجمعية ورابطة وأسرة أدبية عربية تمثل 18 دولة، والاتحاد العام للأدباء والكتاب العرب يختلف عن اتحاد الكتاب العرب الذي يقع مقره في العاصمة السورية دمشق ويعد اتحادا يمثل الكتاب والأدباء السوريين ولكنه يقبل في عضويته الأدباء والكتاب العرب، بينما تقتصر عضوية الاتحاد العام للأدباء والكتاب العرب على الاتحادات والروابط الأدبية العربية.
تأسس الاتحاد في العام 1954 وعقد أول مؤتمر له في العام نفسه في لبنان، ثم توالت مؤتمراته من دون الالتزام بجدول زمني محدد ينظم عقد المؤتمرات، فعقد المؤتمر الثاني في دمشق بعد سنتين من ذلك التاريخ (1956) وعقد المؤتمر الثالث في مصر 1957 وعقد المؤتمر الرابع في الكويت (1958)، أما الخامس فكان في العراق (1965) وتلاه المؤتمر السادس الذي عقد في مصر (1968) والسابع في العراق (1969)، ثم انتظم الفاصل الزمني بعد ذلك ابتداء من المؤتمر الثامن (سوريا 1969) فغدا يعقد كل سنتين، واستمر الأمر على هذه الحال حتى المؤتمر التاسع عشر (المغرب 1995) الذي أقر تعديل النظام الداخلي للاتحاد وأقرّ عقد المؤتمر العام كل ثلاث سنوات.
يعد المؤتمر العام للاتحاد العام للأدباء والكتاب العرب مؤتمراً ذا طابع أدبي وتنظيمي تلقى فيه محاضرات حول موضوعات محددة، وينتخب في أثنائه الأمين العام ونائباه وأعضاء المكتب الدائم والمكاتب الفرعية، وجرى العرف على أن تكون الدولة التي ينتمي إليها الأمين العام المنتخب هي مقر الأمانة العامة للاتحاد. أما المكاتب الفرعية فتتوزعها الاتحادات والروابط بالاتفاق أو بالتصويت.
أصدر الاتحاد العام للأدباء والكتاب العرب ابتداء من شهر كانون الثاني سنة 1971 مجلة فصلية تعبر عن أهدافه وتنشر إنتاج الأدباء والكتاب العرب وكان اسمها في البداية «الأدباء العرب» ثم تغير اسمها إلى «الكاتب العربي»، وجرت العادة على أن تصدر هذه المجلة عن الأمانة العامة في الدولة التي ينتمي إليها الأمين العام، فكان أول صدورها في مصر ثم في سورية فالعراق فليبيا فتونس ثم مصر فدولة الامارات العربية المتحدة وهكذا. وفي عام 1994 دخل الاتحاد العام مجال النشر فأصدر عدداً من الكتب لمؤلفين عرب، ويدخل في خططه إصدار دليل يؤرخ لمؤتمراته ويعرف بأعضاء الاتحادات والروابط التي تنتسب إليه.

## أعضاء الاتحاد
1. اتحاد كتاب وأدباء الإمارات
2. أسرة الأدباء والكتاب في البحرين
3. اتحاد الكتاب الجزائريين
4. مجلس الأندية الأدبية السعودية
5. الاتحاد القومي للأدباء والكتاب السودانيين
6. الجمعية العمانية للكتاب والأدباء
7. اتحاد الكتاب العرب في سوريا
8. الاتحاد العام للأدباء والكتاب في العراق
9. رابطة الأدباء الكويتيين
10. اتحاد الكتاب اللبنانيين
11. رابطة الأدباء والكتاب الليبيين
12. اتحاد الأدباء والكتاب اليمنيين
13. اتحاد الكتاب التونسيين
14. الاتحاد العام للأدباء والكتاب الموريتانيين
15. نقابة اتحاد كتاب مصر
16. الاتحاد العام للأدباء والكتاب الفلسطينيين
17. اتحاد كتاب المغرب
18. رابطة الكتاب الأردنيين

## قيادة الاتحاد
تعاقب على منصب الأمين العام للاتحاد العام للأدباء والكتاب العرب عدد من الكتاب العرب، جرى انتخابهم تباعا، حيث انتخب الكاتب الأردني فخري قعوار أمينًا عامًا لدورتين متتاليتين 1992-1997 ثم تلاه الكاتب السوري علي عقلة عرسان. انتخب أيضًا الشاعر الإماراتي حبيب الصايغ أمينًا عامًا في العام 2015 خلفًا للكاتب المصري محمد سلماوي. وفي العام 2019 تم انتخاب الشاعر والناقد المصري علاء عبد الهادي أمينا عاما للاتحاد بعد وفاة الشاعر حبيب الصايغ.